# Abu-Yahya Muhàmmad ibn Alí ibn Abi-Imran at-Tinmalalí
Abu-Yahya Muhàmmad ibn Alí ibn Abi-Imran at-Tinmalalí (àrab: ابو يحي محمد بن علي بن أبي ععمرانن التنملالي, Abū Yaḥyà Muḥammad ibn ʿAlī ibn Abī ʿImrān at-Tinmalālī), altrament conegut també pel nom de Muhàmmad ibn Alí ibn Mussa, i apel·lat en les fonts cristianes com a Abu Iehie o Aboheihe, fou el darrer valí musulmà almohade de les Illes Orientals d'al-Àndalus (1208-1229).
El setembre de 1203, els almohades tornaren al poder a Mayurqa després de vèncer els almoràvits. El dirigent almoràvit Abd-Al·lah ibn Ishaq ibn Ghàniya fou executat.
Governà l'illa de manera independent respecte del califat des de la batalla de Las Navas de Tolosa el 1212 i fins a la Croada contra Al-Mayûrqa de Jaume el Conqueridor el 1229.
El seu govern, i la seva derrota front a Jaume I, és relatat amb detall per Ibn Amira al-Makhzumí a l'obra Kitāb Tā’rīẖ Mayūrqa. La segona batalla teatralitzada de les festes del Rei en Jaume a Calvià commemora aquesta derrota.